# Silene huochenensis
Silene huochenensis är en nejlikväxtart som beskrevs av X.M. Pi och X.L. Pan. Silene huochenensis ingår i släktet glimmar, och familjen nejlikväxter. Inga underarter finns listade i Catalogue of Life.